# Sídney United 58 FC
Sydney United 58 Football Club, comúnmente conocido como Sídney United (en inglés: Sydney United), es un club de fútbol semiprofesional australiano con sede en Edensor Park, un suburbio de Sídney.

## Historia
El club fue fundado por inmigrantes croatas como Sídney Croacia (en inglés: Sydney Croatia, en croata: Sydney Hrvatska) en 1958, antes de pasar a llamarse Sídney United 58 en 1993.
El club compite actualmente en el National Premier Leagues New South Wales (NPL NSW), el nivel más alto del fútbol estatal en Nueva Gales del Sur. El club juega sus partidos en casa en el Sydney United Sports Centre.
Sídney United es un club hermano de Melbourne Knights, un club con sede en Melbourne que también fue fundado por croatas que actualmente juega en la National Premier Leagues Victoria (NPL Victoria). Sídney United ha tenido rivalidades con numerosos clubes a lo largo de su historia, incluidos los Bonnyrigg White Eagles, Marconi Stallions, Northern Spirit y Sídney Olympic.
En 2022, el club se convirtió en el primer equipo de segunda división en llegar a la final de la Copa Australia.